# زال و رودابه
داستان زال و رودابه یک داستان‌ عاشقانه از شاهنامه، کتاب حماسی ایرانیان است. این داستان روایت عشق زال پسر سام و رودابه دختر مهراب کابلی است.

## داستان
داستان از این جا شروع می‌شود که زال پس از آنکه پدرش پادشاهی زابلستان را به او می‌سپارد برای سرکشی به شهرها و کشورهای تابعه از سیستان بیرون می‌رود تا به کابل می‌رسد. پس از آشنایی با مهراب که پادشاه کابل و از نبیرگان آژی دهاک (ضحاک) بوده به گونه‌ای شگفت شیفته و دلباختهٔ دختر مهراب می‌شود. از آن سو هم رودابه دخت مهراب با شنیدن ویژگی‌های زال از زبان پدرش، هنگامی که با سیندخت سخن می‌گفت، شیفته و دلباختهٔ زال می‌شود. پس از آن با میانجی شدن غلام زال و چند کنیز از سوی رودابه پیش درآمدهای دیدار این دو فراهم گردید. با وجود مخالفت های دربار، سرانجام با پافشاری و پیگیری‌های زال و بخت بلند این زناشویی (‌که ستاره شناسان خبر آن را به منوچهر شاه می‌دهند) این پیوند سر می‌گیرد. 

### نخستین دیدار

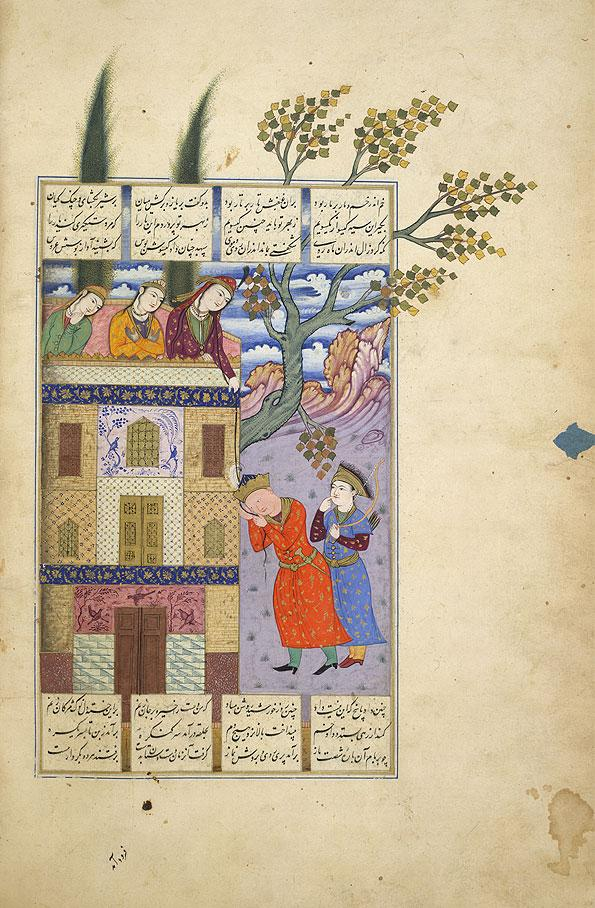
دیدار زال و رودابه

درحالی که زال و رودابه برای نخستین دیدار ناشکیبا بودند، زال شب هنگام به دیدار رودابه می‌رود و با طناب از دیوار کاخ رودابه بالا رفته و او را در کنار خود می‌بیند. در اینجا فردوسی بزرگ با یک بیت نهانی به رابطهٔ میان ایشان اشاره می‌کند:
| همی بود بوس و کنار و نبید |  | مگر شیر کو گور را نشکرید |

پس از آن که زال از رودابه جدا می‌شود شب و روز و آرام و خواب ندارد و پیوسته در پی آماده کردن پیش نیازهای این پیوند است. نخست نامه‌ای به پدر می‌نویسد و به او یادآور می‌شود که هنگام زن گرفت او است و در دنباله دخت مهراب را به عنوان جفت درخور خود به پدر نشانی می‌دهد.
لیکن سام که می‌داند رودابه دختر مهراب و از نبیرگان آژی دهاک (ضحاک) است زال را از این کار بازمی‌دارد و به او یادآور می‌شود که منوچهر شاه هرگز از این پیوند خرسند نخواهد شد. به اصرار زال، سام خودش به سوی دربار به راه می‌افتد تا این مشکل را با شاه درمیان بگذارد. پیش از رسیدن سام به دربار شاه از این موضوع آگاه می‌شود و برای آنکه میزان وفاداری سام را بسنجد به او فرمان می‌دهد تا به کابل بتازد و آن شهر را در هم بکوبد و مهراب و خانواده اش را از میان بردارد. سام هم بی‌آنکه خواسته اش را بازگوید به فرمان شاه به سوی کابل به راه می‌افتد.
در بیرون شهر کابل خبر به زال می‌رسد و او می‌گوید هرکس که می‌خواهد کابل را بگیرد باید نخست من را از میان بردارد و در نامه‌ای از سام می‌خواهد که میان او و شاه میانجی شود و به سام یادآوری می‌که او بخاطر دور افکندن زال به او بدهکار است. سام هم نامه‌ای می‌نویسد و خواستهٔ زال را در آن نامه برای شاه می‌نگارد و نامه را به دست زال می‌دهد تا خود زال آن نامه را دربار ببرد. در این هنگام سام هم کابل را محاصره می‌کند ولی به زال پیمان می‌دهد که به آن حمله نکند.

### دربار منوچهر شاه
زال به دربار شاه می‌رود و شاه با کمک ستاره شناسان از آیندهٔ این پیوند و فرزندی که از ایشان پدید خواهد آمد اطمینان حاصل می‌کند. ستاره شناسان به او می‌گویند که فرزندی از ایشان پدید خواهد آمد که مرزبان ایران زمین خواهد شد. شاه نیز زال را به راه‌های گوناگون می‌آزماید تا دانش و هوش او نزد شاه و همگان آشکار شود.

### آزمودن زال
شاه از زال خواست تا با موبدان به گفتگو بنشیند و شاه خود داور و بینندهٔ این گفتگو باشد. موبدان برای سنجش رای و هوش زال برای او شش چیستان گفتند و از او خواستند تا آن‌ها را پاسخ دهد:
۱- آن دوازده درخت سهی که شاداب و با فرّهی روئیده‌اند و از هر یک از آن درختها، سی شاخ بر زده و در پارسی، هرگز کم و بیش نگردند چیست؟
۲- آن دو اسب گرانمایهٔ تیز تاز که یکی از آن‌ها سیاه چون دریای قار و دیگری سپید، چون بلور آبدار است؛ و هر دو به شتاب در جنبش‌اند، لیکن هرگز یکدیگر را نمی‌یابند چیست؟
۳- آن سی سوار که بر شهریار بگذشتند و چون نیک بنگری یکی از آن‌ها کم می‌شود ولی چون آن‌ها را بشماری، باز هم همان سی سوار باشند چیست؟
۴- آن مرغزار کدام است که آن را پر از سبزه و جویبار بینی، لیک مردی با داس تیز و بزرگی سوی آن مرغزار آید و همهٔ تر و خشکش را با هم بدرود چیست؟
۵- آن دو سرو که همچون نی از میان دریای آب خیز «مواج» سر برآورده‌اند که مرغی بر آن آشیانه دارد و روز بر یکی از آن‌ها نشیند و شام بر دیگری؛ و چون از یکی از آن‌ها بپرد، برگ آن خشک می‌گردد و هر گاه بر دیگری نشیند، بوی مشک می‌دهد؛ و همیشه یکی از آن دو آبدار و دیگری پژمرده‌است، چیست؟
۶- بر کوهساری، شارستانی استوار دیدم، لیک مردم از آن شارستان، به بیابان رفته، خارستانی را برگزیده‌اند و در آنجا سرایهایی سر به آسمان برآورده، ساخته‌اند و هیچ یادی از آن شارستان نمی‌کنند. تا این که ناگهان زمین لرزه‌ای خیزد و همهٔ آن بر و بوم را نهان می‌سازد، آن زمان است که دوباره به این شارستان نیازمند می‌گردند. چرا؟ آن شارستان چیست؟

### پس از شنیدن پرسش‌ها زال آمادهٔ پاسخ می‌گردد
۱- دوازده ماه سال و سی روز هر ماه (در گاه‌شماری در ایران باستان هر ماه سی روز بوده و ۵ روز آخر سال روز نیایش و جشن بوده‌است که خیام (حکیم عمر خیام) آن ۵ روز را + ۱ روز از اسفند ماه کرد و شش ماه نخست سال را سی ویک روزه و ماه پایانی سال را بیست و نه روزه دسته‌بندی کرد. به این ترتیب تقویم ایرانی ای که خیام ساخت تنها تقویم رایج در جهان است که نخستین روز فصل و ماه با هم یکی است. یکم مهر همان یکم فصل پاییز است)
۲- شب و روز جواب سؤال بود
۳- این همان ماه نو است که هرشب می‌کاهد (تقویم قمری یا ماه شمار)
۴- آن مردی که گفتید در آن بیابان با داسی تیز می‌آید و هیچ لابه‌ای نشنود و خشک و تر را با هم بدرود، بدرستی که زمانه‌است و ما همچون گیاهانیم که به پیر و جوان ما نمی‌نگرد و هر آنچه دستش رسد، برچیند.
۵- سخن از کار گیتی است که از برج بره تا برج ترازو، تیرگی را در نهان دارد، لیکن چون از این بازگردد و به برج ماهی رسد، به آن تیرگی و سیاهی می‌رسد. آن دو سرو نیز دو بازوی چرخ بلند هستند و آن مرغ پرّان نیز خورشید است.
۶- آن شارستان (شهر)، آن جهان (جهان آخرت) است و آن خارستان این جهان (سرای سپنج)، مردم در آن خارستان هستند تا اینکه بومهنی ایشان را به شارستان راهنمایی کند.
پس از آن شاه زال را در میدان سواری آزمود و پس از آزمون تیراندازی و سواری از ایرانیان خواست تا با او کشتی بگیرند لیکن هیچ‌کس به این آزمون تن در نداد.

### سیاست زنانه
پس از آنکه سام کابل را به محاصره درآورد، مهراب می‌خواست سیندخت و رودابه را بکشد تا آتشِ برپا شده را خاموش کند. سیندخت همسر مهراب که زنی دانا بود، راهی به نظرش رسید و پیشنهاد کرد تا خود به نزد سام برود و مشکل را حل ‌کند. او در آغازِ این دیدار خود را معرفی نکرد و تنها به عنوان فرستادهٔ کابل سخن گفت و تنها پس از آن که سام دانایی و کردارش را دید و از او پرسید که کیست، دانست که او همسر مهراب و مادرِ رودابه است. پس از آنکه سام او را به این نیکویی و والامنشی دید، دست او را بدست گرفت و دخترش را برای زال خواستگاری کرد. از آن سو زال هم با نامهٔ شاه به سوی کابل بازگشت و این پیوند به شادی و خرسندی برگزار شد.